# Beuern (Felsberg)
Beuern ist einer von 16 Stadtteilen der Stadt Felsberg im nordhessischen Schwalm-Eder-Kreis. Das Dorf hat, mit dem dazugehörigen Weiler Sundhof, etwa 200 Einwohner und die Gemarkung hat eine Fläche von 10,47 km².

## Geographie
Der kleine Ort liegt 2,5 km ostsüdöstlich von Gensungen und 3,5 km ostsüdöstlich der Kernstadt Felsberg am Nordosthang des Hünerbergs (278 m) im Tal des Sunderbachs, der von Osten aus dem Markwald Beuerholz kommt und in Gensungen in die Eder mündet. Das heute 650 ha große, bereits im Jahre 1360 von Landgraf Heinrich dem Eisernen als Markwald der Stadt Felsberg und den Dörfern Gensungen, Beuern und Helmshausen übereignete Beuerholz erstreckt sich im Osten des Dorfs und ist mit seinen 25 Kilometern gut ausgebauten Waldwegen ein beliebtes Ausflugsziel für Wanderer und Spaziergänger. Auf den Kammlagen des Beuerholzes entstand von Oktober 2016 bis Juni 2017 der Windpark Felsberg/Markwald mit sechs Windkraftanlagen und einer Gesamtleistung von 18 Megawatt.
Unmittelbar nördlich am Ort vorbei verläuft die Bundesstraße 253 von Felsberg zur nur 1 km östlich des Dorfs gelegenen Autobahnanschlussstelle „S 62 Melsungen“ an die Bundesautobahn 7 und weiter nach Melsungen.

## Geschichte
Ortsgeschichte
Die älteste bekannte schriftliche Erwähnung des Orts findet sich im Jahre 1303 als Burn juxta monast. Eppenberg („Beuern unterhalb des Klosters Eppenberg“) in einer Urkunde des Klosters Breitenau, und im Jahre 1355 wird das Kloster Breitenau als Besitzer eines Hofs am heutigen Sundhof genannt. Das Dorf selbst war landgräflich-hessisch und gehörte zum Amt Felsberg.

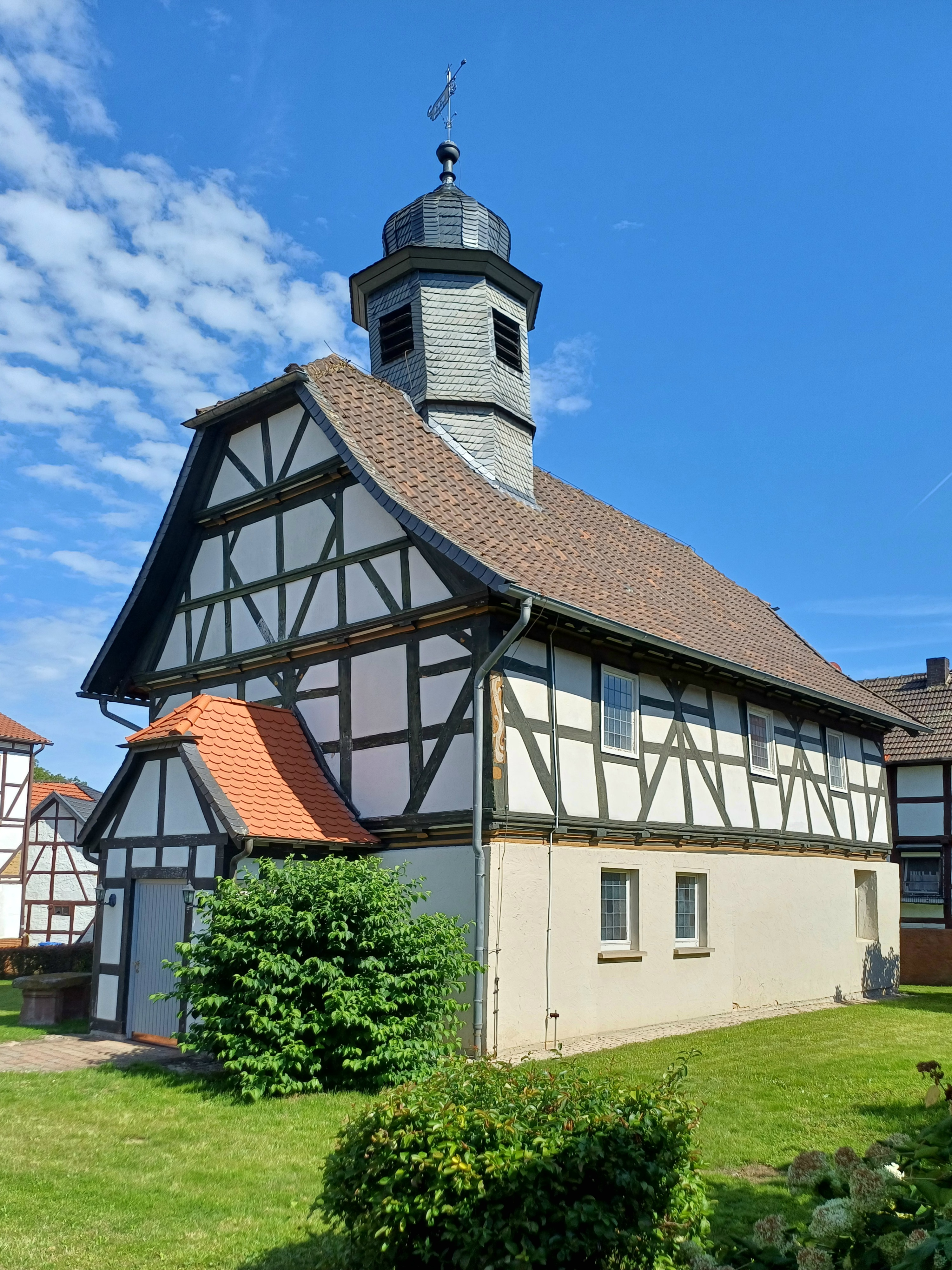
Evangelische Kirche in Beuern

Ein Pleban ist bereits im Jahre 1309 beurkundet. Spätestens ab 1585 war Beuern dann Filial von Gensungen. Im Dreißigjährigen Krieg wurde das Dorf mitsamt seiner kleinen Kapelle von kaiserlichen Truppen im Jahre 1640 größtenteils zerstört. Die heutige Dorfkirche wurde daraufhin im Jahre 1690 fertiggestellt. Bei ihrem Bau wurden im östlichen Teil die Reste der zerstörten Kapelle mit einbezogen; dort sind die Mauern um den Altarbereich und die zwei eingelassenen romanischen Fenster deutlich dicker. Der untere Teil der Kirche mit ihrem rechteckigen Grundriss ist massiv aus Bruchsandstein gemauert, der obere Teil ist aus Fachwerk. Auf der Südseite befindet sich ein spätgotisches doppeltes Spitzbogenfenster, daneben ein spätgotisches kleines rechteckiges Fenster. Über dem Westgiebel befindet sich auf dem Krüppelwalmdach ein achteckiger Dachreiter mit Zopfdach, der die zwei Glocken beherbergt.
Aufgrund kunstwissenschaftlicher Forschungen ist anzunehmen, dass ältere Abendmahlskelche aus der Kirche im Dreißigjährigen Krieg geraubt wurden und ein gewisser George Fokorot der Kirche 1636 einen silbernen, teils vergoldeten und mit Ornamenten verzierten Kelch als Ersatz schenkte, der ursprünglich als Pokal von dem Nürnberger Goldschmied Christoph II. Ritter zwischen 1603 und 1609 geschaffen wurde. In der Dorfchronik wird dieser Kelch 1911 zum letzten Mal schriftlich erwähnt. Er wurde im Spätsommer 2014 im Nachlass einer Familie in Kassel entdeckt und konnte mit Unterstützung des Landeskirchenamtes der EKKW von der evangelischen Kirchengemeinde Beuern zurückerworben werden. Die "Dorfbühne Beuern" führte zur Geschichte und Wiederentdeckung des Kelches im Sommer 2018 ein selbstgeschriebenes Stück auf.
Hessische Gebietsreform (1970–1977)
Bis zum 31. Dezember 1971 war Beuern eine selbstständige Gemeinde. Im Zuge der Gebietsreform in Hessen schloss es sich zu diesem Termin freiwillig der benachbarten Gemeinde Gensungen an, die am 1. Januar 1974 kraft Landesgesetz in der Stadt Felsberg aufging.
Für Beuern wurde, wie für alle eingegliederten ehemals eigenständigen Gemeinden von Felsberg, ein Ortsbezirk  mit Ortsbeirat und Ortsvorsteher nach der Hessischen Gemeindeordnung gebildet.

## Bevölkerung
Einwohnerstruktur 2011
Nach den Erhebungen des Zensus 2011 lebten am Stichtag, dem 9. Mai 2011, in Beuern 246 Einwohner. Darunter waren 12 (4,9 %) Ausländer.
Nach dem Lebensalter waren 51 Einwohner unter 18 Jahren, 108 zwischen 18 und 49, 51 zwischen 50 und 64 und 36 Einwohner waren älter. Die Einwohner lebten in 105 Haushalten. Davon waren 33 Singlehaushalte, 27 Paare ohne Kinder und 33 Paare mit Kindern, sowie 9 Alleinerziehende und 3 Wohngemeinschaften. In 18 Haushalten lebten ausschließlich Senioren und in 75 Haushaltungen lebten keine Senioren.
Einwohnerentwicklung
- 1585: 32 Haushaltungen[3]
- 1747: 39 Haushaltungen[3]

| Beuern: Einwohnerzahlen von 1834 bis 2020 | Beuern: Einwohnerzahlen von 1834 bis 2020 | Beuern: Einwohnerzahlen von 1834 bis 2020 | Beuern: Einwohnerzahlen von 1834 bis 2020 | Beuern: Einwohnerzahlen von 1834 bis 2020 |
| --- | ----------------------------------------- | ----------------------------------------- | ----------------------------------------- | ----------------------------------------- |
| Jahr |                                           |                                           |                                           | Einwohner                                 |
| 1834 | 1834                                      |                                           | 326                                       | 326                                       |
| 1840 | 1840                                      |                                           | 340                                       | 340                                       |
| 1846 | 1846                                      |                                           | 353                                       | 353                                       |
| 1852 | 1852                                      |                                           | 354                                       | 354                                       |
| 1858 | 1858                                      |                                           | 342                                       | 342                                       |
| 1864 | 1864                                      |                                           | 325                                       | 325                                       |
| 1871 | 1871                                      |                                           | 315                                       | 315                                       |
| 1875 | 1875                                      |                                           | 305                                       | 305                                       |
| 1885 | 1885                                      |                                           | 309                                       | 309                                       |
| 1895 | 1895                                      |                                           | 284                                       | 284                                       |
| 1905 | 1905                                      |                                           | 279                                       | 279                                       |
| 1910 | 1910                                      |                                           | 271                                       | 271                                       |
| 1925 | 1925                                      |                                           | 282                                       | 282                                       |
| 1939 | 1939                                      |                                           | 247                                       | 247                                       |
| 1946 | 1946                                      |                                           | 396                                       | 396                                       |
| 1950 | 1950                                      |                                           | 386                                       | 386                                       |
| 1956 | 1956                                      |                                           | 274                                       | 274                                       |
| 1961 | 1961                                      |                                           | 241                                       | 241                                       |
| 1967 | 1967                                      |                                           | 226                                       | 226                                       |
| 1980 | 1980                                      |                                           | ?                                         | ?                                         |
| 1990 | 1990                                      |                                           | ?                                         | ?                                         |
| 2000 | 2000                                      |                                           | ?                                         | ?                                         |
| 2007 | 2007                                      |                                           | 241                                       | 241                                       |
| 2011 | 2011                                      |                                           | 246                                       | 246                                       |
| 2014 | 2014                                      |                                           | 210                                       | 210                                       |
| 2020 | 2020                                      |                                           | 228                                       | 228                                       |
| Datenquelle: Historisches Gemeindeverzeichnis für Hessen: Die Bevölkerung der Gemeinden 1834 bis 1967. Wiesbaden: Hessisches Statistisches Landesamt, 1968. Weitere Quellen: Stadt Felsberg; Zensus 2011 |                                           |                                           |                                           |                                           |

Historische Religionszugehörigkeit
| • 1885: | 309 evangelische (= 100 %) Einwohner                               |
| • 1961: | 208 evangelische (= 86,31 %), 32 katholische (= 13,28 %) Einwohner |

## Politik
Für Beuern besteht ein Ortsbezirk (Gebiete der ehemaligen Gemeinde Beuern) mit Ortsbeirat und Ortsvorsteher nach der Hessischen Gemeindeordnung.
Der Ortsbeirat besteht aus fünf Mitgliedern. Bei den Kommunalwahlen in Hessen 2021 betrug die Wahlbeteiligung zum Ortsbeirat 64,97 %. Alle Kandidaten gehörten der „Gemeinschaftsliste Beuern“ an. Der Ortsbeirat wählte Erika Carstensen-Bretheuer zur Ortsvorsteherin.